# Gamprin
Gamprin är en kommun i Liechtenstein med 1 654 invånare. Utgrävningar pekar på att platsen varit befolkad sedan 2000-talet före Kristus.
Kommunen består, förutom av kommunhuvudorten Gamprin, även av byn Bendern.
Den här artikeln är helt eller delvis baserad på material från engelskspråkiga Wikipedia, 1 juli 2014.